# بنسلفانيا
بِنْسِلْفِانِيَا أو بِنْسِلْفَانِيَة (بالإنكليزية: Pennsylvania؛ بالألمانية البنسلفانية: Pennsylvaani أو Pennsilfaani) واسمها رسمياً كومنولث بنسلفانيا، هي ولاية تقع في المنطقة الشمالية الشرقية ومنطقة الأطلسي الأوسط في الولايات المتحدة. تحتل جبال الأبالاش وسط الولاية. ويحد الكمنولث ولاية ديلاوير إلى الجنوب الشرقي، وماريلند من الجنوب، وفرجينيا الغربية إلى الجنوب الغربي، وأوهايو إلى الغرب، وبحيرة إري، ومقاطعة أنتاريو الكندية إلى الشمال الغربي، ونيويورك إلى الشمال، ونيوجرسي إلى الشرق.
ترتيب ولاية بنسلفانيا هو الثالث والثلاثين من حيث المساحة والخامس من حيث عدد بالسكان، والتاسع من حيث الكثافة السكانية بين الولايات الأمريكية الخمسين. أكبر خمس مدن في الولاية هي فلادلفيا (1,560,297)، بيتسبرغ (305,801)، ألينتاون (118,577)، إيري (100,671)، ريدينج (89,893). عاصمة الولاية هي مدينة هاريسبرج وهي تاسع أكبر مدينة فيها. تملك بنسلفانيا ساحلا بطول 140 ميلا (225 كم) على طول بحيرة إيري ومصب نهر ديلاوير.
الولاية هي إحدى المستعمرات الثلاث عشرة الأصلية التي أسست الولايات المتحدة؛ وتم تأسيسها في عام 1681 بعد أن تم منحها بأمر ملكي إلى وليام بن، ابن سميّ الولاية. تم تنظيم جزء من ولاية بنسلفانيا (على طول نهر ديلاوير)، إلى جانب ولاية ديلاوير الحالية، سابقا باسم مستعمرة السويد الجديدة. وكانت بنسلفانيا ثاني ولاية التي صدقت على دستور الولايات المتحدة في 12 ديسمبر 1787. وتقع قاعة الاستقلال في فيلادلفيا أكبر مدن الولاية، حيث تمت صياغة إعلان استقلال الولايات المتحدة ودستورها. وخلال الحرب الأهلية الأمريكية، وقعت معركة جيتيسبيرغ في المنطقة الوسطى الجنوبية من الولاية. وبها منطقة فالي فورج بالقرب من فيلادلفيا والتي كانت مقر جورج واشنطن العام خلال الشتاء القاسي عامي 1777-78.

## التاريخ

### استيطان السكان الأصليين
يمتد تاريخ الاستيطان البشري في ولاية بنسلفانيا إلى آلاف السنين قبل تأسيس مقاطعة بنسلفانيا الاستعمارية في عام 1681. يعتقد علماء الآثار أن أول عملية استيطان للأمريكيتين حدثت قبل 15,000 عام على الأقل خلال العصر الجليدي الأخيرة، رغم أنه من غير الواضح متى دخل البشر لأول مرة المنطقة المعروفة الآن باسم بنسلفانيا. هناك أيضًا شكوك بشأن التاريخ الذي عبر فيه أسلاف الأمريكيين الأصليين القارتين، ووصلوا إلى أمريكا الشمالية؛ وتتراوح الاحتمالات ما بين 30,000 و10,500 سنة مضت. يشمل موقع ميدوكروفت روكشيلتر في بلدة جيفرسون أقدم العلامات المعروفة للنشاط البشري في ولاية بنسلفانيا وربما أمريكا الشمالية بأكملها، بما في ذلك بقايا الحضارة التي كانت موجودة منذ أكثر من 10,000 سنة وربما تسبق ثقافة كلوفيس (أسلاف الهنود). بحلول عام 1,000 ميلادي، وعلى عكس أسلافهم البدو الذين كانوا يعيشون على الصيد والجمع، كان السكان الأصليون في ولاية بنسلفانيا قد طوروا تقنيات زراعية واقتصادًا غذائيًا مختلطًا.
بحلول الوقت الذي بدأ فيه الاستعمار الأوروبي للأمريكيتين، كانت هناك قبيلتان رئيسيتان على الأقل من السكان الأمريكيين الأصليين تسكنان بنسلفانيا. الأولى هي قبيلة لينابي، وكانت تتحدث لغة ألغونكوية وتسكن المنطقة الشرقية من الولاية، والتي كانت تُعرف آنذاك باسم لينابيهوكينغ. شملت معظم مناطق نيوجيرسي ووادي ليهاي ووادي ديلاوير في بنسلفانيا الشرقية والجنوبية الشرقية. كانت أراضي اللينابي تنتهي في مكان ما بين نهر ديلاوير في الشرق ونهر سسكويهانا في بنسلفانيا الوسطى. تمركز السسكويهانوك، الذين كانوا يتحدثون لغة إيروكوية، في بنسلفانيا الغربية من ولاية نيويورك في الشمال حتى فرجينيا الغربية في الجنوب الغربي التي كانت تشمل نهر سوسكويهانا ونهري أليغيني ومونونغاهيلا بالقرب من بيتسبرغ الحالية. أوهنت الأمراض الأوروبية والحروب المستمرة مع الشعوب المجاورة ومجموعات الأوروبيين هذه القبائل، بالإضافة إلى تخلفهم على الصعيد المالي بشكل كبير إذ منعهم الهيرون (شعب وايندوت) والإيراكوي من التقدم غربًا إلى أوهايو قي أثناء حروب بيفر. بعد خسارتهم للأعداد والأراضي، تخلوا عن الكثير من أراضيهم الغربية وانتقلوا إلى مكان أقرب إلى نهر سسكويهانا وقبائل الإيراكوي والموهوك نحو الشمال. إلى الشمال الغربي من نهر أليغيني، كانت قبيلة بيتون الإيراكوية التي انقسمت إلى ثلاث مجموعات خلال حروب بيفر: بيتون في نيويورك ووايندوت في أوهايو وتيونتاتكاغا في نهر كاناوا في جنوب فرجينيا الغربية. في جنوب نهر أليغيني كانت هناك أمة تعرف باسم كاليكوا. ربما كانت هذه الأمة هي نفسها ثقافة مونونغاهيلا، ولا يُعرف عنهم سوى القليل باستثناء أنهم كانوا على الأرجح من الثقافة السيووية. تعد المواقع الأثرية من هذا العصر في هذه المنطقة نادرة.

### القرن السابع عشر
في القرن السابع عشر، استولى كل من الهولنديين والإنجليز على جانبي نهر ديلاوير جزءًا من أراضيهم الاستعمارية في أمريكا. كان الهولنديون أول من استولى على أراضيهم. بحلول 3 يونيو 1631، بدأ الهولنديون في استيطان شبه جزيرة ديلمارفا بتأسيس مستعمرة زفاندال في موقع مدينة لويس الحالية في ديلاوير. في عام 1638، أسست السويد مستعمرة السويد الجديدة في منطقة حصن كريستينا في موقع مدينة ويلمنغتون الحالية في ديلاوير. استولت السويد الجديدة على منطقة نهر ديلاوير السفلى، بما في ذلك أجزاء من ديلاوير الحالية ونيوجيرسي وبنسلفانيا، وسيطرت على معظمها، لكنها لم تُوطِّن سوى عدد قليل من المستعمرين هناك.
في 12 مارس 1664، منح الملك تشارلز الثاني ملك إنجلترا جيمس دوق يورك منحة شملت جميع الأراضي التي تضمنتها منحة شركة بليموث الأصلية في فرجينيا وأراضٍ أخرى. تعارضت هذه المنحة مع مطالبة الهولنديين بنيو نذرلاند، والتي شملت أجزاءًا من بنسلفانيا الحالية.

### القرن الثامن عشر
في الفترة ما بين 1730 وعندما أغلق البرلمان مستعمرة بنسلفانيا بقانون العملة في 1764، صنعت مستعمرة بنسلفانيا نقودًا ورقية خاصة بها لتعويض النقص في الذهب والفضة الفعليين. كانت النقود الورقية تُسمى كولونيال سكريب.

### القرن التاسع عشر.
كانت الجمعية العامة لولاية بنسلفانيا تجتمع في مبنى محكمة مقاطعة دوفين القديم حتى ديسمبر 1821 عندما بُني مبنى هيلز كابيتول على الطراز الفيدرالي، الذي سُمي نسبةً للمهندس المعماري ستيفن هيلز من لانكستر، على أرض فوق قمة تل مساحتها أربعة أفدنة خصصها ابن جون هاريس الأب الذي يحمل الاسم نفسه لمقر حكومة الولاية في هاريسبرج، وهو مواطن من يوركشاير أسس مركزًا تجاريًا وعبّارة على الشاطئ الشرقي لنهر سسكويهانا في 1705. احترق مبنى هيلز كابيتول في 2 فبراير 1897 في أثناء عاصفة ثلجية شديدة، ويُفترض أن السبب في ذلك كان خللًا في المدخنة.

### القرن العشرين
في بداية القرن العشرين، تركز اقتصاد بنسلفانيا على إنتاج الصلب وقطع الأشجار واستخراج الفحم وإنتاج المنسوجات وأشكال أخرى من التصنيع. وفرت الهجرة إلى الولايات المتحدة خلال أواخر القرن التاسع عشر وأوائل القرن العشرين تدفقًا مستمرًا من العمالة الرخيصة لهذه الصناعات، التي غالبًا ما كانت توظف الأطفال والأشخاص الذين لا يتحدثون الإنجليزية من أوروبا الجنوبية وأوروبا الشرقية. تطوع الآلاف من سكان بنسلفانيا خلال الحرب الأمريكية الإسبانية. كانت بنسلفانيا مركزًا صناعيًا مهمًا في الحرب العالمية الأولى، وقدمت الولاية أكثر من 300,000 جندي للجيش. في 31 مايو 1918، وُقعت اتفاقية بيتسبرغ في بيتسبرغ لإعلان تشكيل دولة تشيكوسلوفاكيا المستقلة مع الرئيس التشيكوسلوفاكي المستقبلي توماس ماساريك.
في عام 1922، انضم 310,000 عامل من عمال المناجم في بنسلفانيا إلى إضراب عمال المناجم العام في بنسلفانيا عن العمل في مناجم الفحم، الذي استمر 163 يومًا وأغلق معظم مناجم الفحم داخل الولاية.

### القرن الواحد والعشرين
خلال الهجمات الإرهابية على الولايات المتحدة في 11 سبتمبر 2001، حظيت بلدة شانكسفيل الصغيرة في بنسلفانيا باهتمام عالمي بعد تحطم طائرة الخطوط الجوية المتحدة الرحلة 93 في حقل في بلدة ستوني كريك، الواقعة على بعد 1.75 ميل (2.82 كم) شمال البلدة. قُتل جميع المدنيين الأربعين بالإضافة إلى أربعة مختطِفين من تنظيم القاعدة كانوا على متن الطائرة. كان الخاطفون يعتزمون تحطيم الطائرة إما في مبنى الكابيتول الأمريكي أو البيت الأبيض. لكن، بعد أن علموا من أفراد العائلة عبر الهاتف الجوي بالهجمات السابقة على مركز التجارة العالمي، ثار ركاب الرحلة 93 ضد الخاطفين وهاجموهم للسيطرة على الطائرة، ما سبب تحطمها. كانت الطائرة الوحيدة من بين الطائرات الأربع التي اختطفت في ذلك اليوم التي لم تصل إلى هدفها المقصود، وقد خُلدت بطولة الركاب.
منذ عام 2003، يُعقد مؤتمر تيكو للأنمي سنويًا في بيتسبرغ.
في أكتوبر 2018، شهد كنيس «شجرة الحياة – أو أور لسيمخا»، وهو كنيس يهودي محافظ، حادثة إطلاق نار كنيس بيتسبرغ الذي أسفر عن مقتل 11 شخصًا.

## اقتصاد
استخراج خام الحديد في غرب الولاية الجبلي.
صناعة الحديد والصلب: وقد أدى تطوير أفران الصهر الصغيرة إلى انتقال تلك الصناعة إلى دول العالم الثالث، مما تسبب في انتشار البطالة.

## جغرافية الولاية
يحد ولاية بنسلفانيا من جهة الشرق ولاية نيوجيرسي ويحدها من جهة الغرب ولاية أوهايو ومن جهة الشمال ولاية نيويورك ويحدها من جهة الجنوب ولاية فرجينيا الغربية، وأول بئر نفطية حُفرت في العالم كانت في ولاية بنسلفانيا عام 1858.

## أهم الجامعات
- جامعة بنسلفانيا: في فيلادلفيا وهي إحدى الجامعات الثمانية المكونة لرابطة اللبلاب العريقة والراقية.
- جامعة ولاية بنسلفانيا في مدينة «كلية الولاية» (بالإنجليزية: State College).
- جامعة كارنيغي ميلون: في مدينة بيتسبرغ
- جامعة بيتسبرغ: في مدينة بيتسبرغ

## اقرأ أيضا
- علم بنسلفانيا
- سينتراليا (بنسلفانيا)